# Lionel Spitz
Lionel Spitz (* 12. Januar 2001 in Adliswil) ist ein Schweizer Leichtathlet, der sich auf den 400-Meter-Lauf spezialisiert hat.

## Sportliche Laufbahn
Lionel Spitz stammt aus Adliswil im Sihltal und wurde in eine leichtathletikbegeisterte Familie geboren. Bereits in jungen Jahren begann er in den Laufdisziplinen aktiv zu werden. 2017 startete er in seinem ersten internationalen Wettkampf im 400-Meter-Lauf, als er beim Europäischen Olympischen Jugendfestival an den Start ging. Dort scheiterte er als Vierter knapp an einer Medaille. Später im September gewann er die Bronzemedaille bei den Schweizer U18-Meisterschaften. 2018 steigerte er seine 400-Meter-Bestzeit auf 49,31 s. Im Juli startete er bei den U18-Europameisterschaften in Győr, demselben Ort, an dem er ein Jahr zuvor beim Jugendfestival startete. Als Sechster seines Vorlaufes verpasste er dort allerdings den Einzug in die nächste Runde. Einen Tag später erreichte er im Staffelwettbewerb, zusammen mit seinen Mannschaftskollegen, den Final, den man schliesslich auf dem sechsten Platz beendete. In jenem Jahr siegte er ausserdem über die Distanzen von 400 und 800 Metern bei den Schweizer U18-Meisterschaften. 2019 siegte Spitz in der nächsthöheren Altersklasse sowohl in der Halle als auch in der Freiluft bei den Schweizer U20-Meisterschaften. Im Laufe der Freiluftsaison steigerte er sich auf seiner Paradestrecke auf eine Zeit von 48,48 s. 2020 lief er sogleich in seinem ersten Wettkampf der Freiluftsaison in 47,08 s eine deutlich schnellere neue Bestzeit. Später wurde er Schweizer Vizemeister bei den Erwachsenen.
2021 lief Spitz im Juni in 46,33 s eine neue Bestzeit. Später belegte er bei den Schweizer Meisterschaften den vierten Platz. Im Juli trat er bei den U23-Europameisterschaften in Tallinn an. Dort erreichte er zunächst den Halbfinal, schied darin allerdings als Sechster seines Laufes aus. Danach trat er ausserdem mit der 4-mal-400-Meter-Staffel an. Zwar erreichte man den Final, konnte diesen allerdings nicht beenden. 2022 unterbot er in 45,71 s bei seinem Sieg bei den Schweizer Meisterschaften erstmals die 46-Sekunden-Marke. Im August nahm er in München bei den Europameisterschaften an seinen ersten internationalen Meisterschaften bei den Erwachsenen teil. Im Vorlauf steigerte er seine Bestzeit auf 45,46 s und konnte auch im Halbfinal schnell genug laufen, um  den Final zu erreichen. Darin belegte er schliesslich den siebten Platz. Danach trat er zudem im Vorlauf mit der Schweizer 4-mal-400-Meter-Staffel an, diese konnte den Lauf allerdings nicht beenden. 2023 startete er bei den Halleneuropameisterschaften in Istanbul. Er trat im ersten der fünf Vorläufe über 400 Meter an, schied darin allerdings knapp als Dritter seines Laufes aus. Später im Sommer trat er im finnischen Espoo bei den U23-Europameisterschaften an. Dort konnte er in den Final einziehen, in dem er mit neuer Bestzeit von 45,27 s die Silbermedaille gewinnen konnte. Einen Monat später trat er in Budapest zum ersten Mal bei Weltmeisterschaften an. Er war Teil der Schweizer 4-mal-400-Meter-Mixed-Staffel. Das Quartett verpasste mit dem siebten Platz in seinem Vorlauf den Einzug in den Final. Danach trat er im Vorlauf der 400 Meter an, verpasste dabei als Fünfter seines Laufes den Einzug in den Halbfinal.
Lionel Spitz wurde 2022 und 2023 Schweizer Meister im 400-Meter-Lauf.

## Wichtige Wettbewerbe
| Jahr                | Veranstaltung               | Ort                 | Platz                 | Disziplin           | Zeit                |
| Startet für Schweiz | Startet für Schweiz         | Startet für Schweiz | Startet für Schweiz   | Startet für Schweiz | Startet für Schweiz |
| ------------------- | --------------------------- | ------------------- | --------------------- | ------------------- | ------------------- |
| 2018                | U18-Europameisterschaften   | Győr                | 6. (1. Vorlauf)       | 400 m               | 49,66 s             |
| 2018                | U18-Europameisterschaften   | Győr                | 6.                    | Staffelwettbewerb   | 1:55,98 min         |
| 2021                | U23-Europameisterschaften   | Tallinn             | 6. (2. Halbfinallauf) | 400 m               | 46,90 s             |
| 2021                | U23-Europameisterschaften   | Tallinn             |                       | 4 × 400 m           | DNF (Final)         |
| 2022                | Europameisterschaften       | München             | 7.                    | 400 m               | 45,55 s             |
| 2022                | Europameisterschaften       | München             |                       | 4 × 400 m           | DNF (Vorlauf)       |
| 2023                | Halleneuropameisterschaften | Istanbul            | 13.                   | 400 m               | 46,79 s             |
| 2023                | U23-Europameisterschaften   | Espoo               | 2.                    | 400 m               | 45,27 s             |
| 2023                | Weltmeisterschaften         | Budapest            | 11.                   | 4 × 400 m Mixed     | 3:14,38 min         |
| 2023                | Weltmeisterschaften         | Budapest            | 33.                   | 400 m               | 45,69 s             |

## Persönliche Bestleistungen
Freiluft
- 200 m: 20,96 s, 27. Mai 2023, Zofingen
- 400 m: 45,25 s, 30. Juli 2023, Bellinzona

Halle
- 200 m: 21,42 s, 19. Februar 2023, St. Gallen
- 400 m: 46,14 s, 11. Februar 2023, Metz